# چاب
چاب (انگلیسی: Chubb Limited) شرکت بیمه سوئیسی است، که در زمینه ارائه خدمات مالی و انواع بیمه‌های اتکایی، بیمه عمر و سایر خدمات بیمه فعالیت می‌نماید.
شرکت چاب در سال ۱۸۸۲ تأسیس شد و در حال حاضر خدمات خود را در ۵۴ کشور جهان عرضه می‌دارد. دفتر مرکزی این شرکت در شهر زوریخ قرار دارد و بخشی از سهام آن در بازار بورس نیویورک معامله می‌شود.